# Uffa, domani è lunedì
Uffa, domani è lunedì è stato un programma televisivo italiano di genere varietà musicale, andato in onda su Rai 1 la domenica alle ore 17.10 dal 5 marzo al 7 maggio 1978, per dieci puntate. 
Inserito all'interno di Domenica in... in sostituzione di Secondo voi, andato in onda la precedente stagione, era condotto da Enzo Cerusico, Maurizio Micheli e Maria Teresa Martino, affiancati da un numeroso cast di artisti che annoverava, fra gli altri, il mimo Carlos Valles truccato da robot, l'attrice Cristina Moffa nei panni di una farfalla dal nome "Desideria", il mago Alexander, i fratelli Mario e Pippo Santonastaso.
La sigla di testa era C'era una volta, anzi domani di Sergio Endrigo, mentre quella di chiusura era cantata dai Daniel Sentacruz Ensemble.